# Капрета (Терни)
Капрета је насеље у Италији у округу Терни, региону Умбрија.
Према процени из 2011. у насељу је живело 12 становника. Насеље се налази на надморској висини од 407 м.